# Nguyễn Phúc Miên Khách
Nguyễn Phúc Miên Khách (chữ Hán: 阮福綿客; 6 tháng 5 năm 1835 – 9 tháng 12 năm 1858), tước phong Bảo An Quận công (保安郡公), là một hoàng tử con vua Minh Mạng nhà Nguyễn trong lịch sử Việt Nam.

## Tiểu sử
Hoàng tử Miên Khách sinh ngày 9 tháng 4 (âm lịch) năm Ất Mùi (1835), là con trai thứ 69 của vua Minh Mạng, mẹ là Thất giai Quý nhân Đỗ Thị Tâm. Ông là người con thứ bảy của bà Quý nhân. Thuở còn làm hoàng tử, ông là người có học hạnh.
Năm Minh Mạng thứ 21 (1840), vua cho đúc các con thú bằng vàng để ban thưởng cho các hoàng thân anh em, các hoàng tử công và hoàng tử chưa được phong tước. Hoàng tử Miên Khách được ban cho một con hươu bằng vàng nặng 3 lạng 5 đồng cân.
Năm Tự Đức thứ 5 (1852), ông được phong làm Bảo An Quận công (保安郡公).
Năm Tự Đức thứ 11 (1858), Mậu Ngọ, ngày 5 tháng 11 (âm lịch), quận công Miên Khách mất khi mới 24 tuổi, thụy là Ôn Mẫn (溫敏). Mộ của ông được táng tại Dương Xuân Thượng (nay thuộc Hương Thủy, Thừa Thiên - Huế). Miên Khách có hai con trai và hai con gái nhưng đều mất sớm cả. Năm Tự Đức thứ 20 (1867), ông được đưa về thờ ở đền trước của đền Triển Thân, đến năm 1885 thì chuyển qua thờ ở đền Thân Huân.
Năm 1889, vua Thành Thái chuẩn cho lấy con trai thứ năm của Kiến Phong Quận công Miên Hoang (em ruột cùng mẹ với Miên Khách) là Hồng Ngai, đổi tên công tử thành Hồng Ích để nối dõi ông, tập phong làm Kỳ ngoại hầu (畿外侯).
Phủ thờ của quận công Miên Khách sau đó được dựng ở Dương Xuân (thuộc Hương Trà, Huế). Ông được ban cho bộ chữ Mãnh (皿) để đặt tên cho các con cháu trong phòng.